# 巴塘土司
巴塘土司是清朝时期在康区巴塘（今四川省甘孜藏族自治州巴塘县）设置的世袭土司，有正副二名。其辖境包括今日甘孜州的巴塘、得荣二县，西藏的盐井县以及芒康县的莽岭、竹巴龙、郭布三个乡，最强盛时期还包括云南迪庆的中甸（今香格里拉县）和阿墩子（今德钦县）。巴塘土司与理塘土司、德格土司、明正土司并称为“康区四大土司”。
巴塘土司在元代为巴塘招讨司，明朝时期被丽江土司吞并。和硕特部的固始汗平定康区之后，巴塘地区归附西藏政权统治之下。1703年，西藏政府派遣陀翁布（巴德娃）、扎西次仁两人为“第巴”（营官），驻扎巴塘。此为巴塘土司之始。1719年，清朝派岳鍾琪攻打藏區，以驅逐準噶爾汗國的勢力。途經理塘和巴塘，驻守两地的西藏第巴都前来投降。清朝在巴塘设置巴塘宣抚司，任命陀翁布为正营官（正土司），扎西次仁为副营官（副土司）。清廷虽然规定巴塘与理塘两个土司“照流官例，开缺题补”，但事实上土司一职基本上是由同一个家族继承的。
1725年雍正帝在岳鍾琪的建議下實行藏區分治，將巴塘和理塘從達賴喇嘛直轄的西藏劃出歸四川管，其土司都由清廷任命。巴塘土司管辖的中甸、阿墩子两地也被划出，归云南省管辖。根据《卫藏通志》记载，巴塘土司共管辖地方寨落33处、头人29名、百姓6920户和大小喇嘛2110众，并且有按年上缴粮食赋税、承当差役、挽运年糈等职责。
1903年，光緒帝委派駐藏大臣鳳全對康區經營。他野蠻干涉當地事務，並鼓動漢人移民康區進行開墾。這引起了當地廣大藏人的不滿，最終在1905年因為宗教和民族衝突引發巴塘事變，鳳全在巴塘被殺。隨後，巴塘土司和理塘土司一起舉起反清大旗。川滇邊務大臣趙爾豐奉命率軍鎮壓，巴塘正土司扎西吉村（羅進寶）、副土司郭宗扎保（扎巴吉村）都兵敗被俘。趙爾豐對巴塘起義軍進行殘酷鎮壓，屠殺藏民數百人，屍體拋入金沙江。又將正副土司等起義軍首領“剜心沥血，以祭凤全”。鄰近的鄉城人准备支援巴塘，又遭趙爾豐血腥圍剿，屠殺僧俗一千二百餘人，搗毀當地藏傳佛教寺院，致使當地民不聊生。經此事變之後，巴塘、理塘二土司被趙爾豐強制「改土歸流」，正式廢除。